# José Luis Cuciuffo
José Luis Cuciuffo (né le 1er février 1961 à Córdoba, Argentine et mort le 11 décembre 2004 à Bahía San Blas, dans la province de Buenos Aires) est un joueur de football argentin ayant, entre autres, remporté la Coupe du monde de 1986 disputée au Mexique.

## Biographie
El Cuchu débute dans le club d'Huracán de Córdoba puis joue au Chaco for Ever, au Club Atlético Talleres, au Velez Sarsfield et à Boca Juniors.
Il joue ensuite en France, à Nîmes, de 1990 à 1993, avant de terminer sa carrière au Club Atlético Belgrano.
De 1985 à 1989, il glane 21 sélections en faveur de l'équipe d'Argentine. Avec cette équipe il participe à la Copa América 1987 puis à la Copa América 1989, et remporte la Coupe du monde 1986 organisée au Mexique. Lors de la Coupe du monde, il dispute 6 matchs, dont notamment la finale gagnée face à la RFA.
En décembre 2004, il est mortellement blessé à l'estomac en chassant dans le Sud de la province de Buenos Aires. Il est le premier des champions du monde argentins de 1986 à décéder.
Il a deux enfants : Agostina et José  Emiliano.

## Clubs
- 1978-1980 : Huracan de Cordoba  Argentine
- 1980 : Chaco for Ever  Argentine
- 1981 : Talleres de Cordoba  Argentine
- 1982-1987 : Vélez Sarsfield  Argentine
- 1987-1990 : Boca Juniors  Argentine
- 1990-1993 : Nîmes Olympique  France
- 1993-1994 : CA Belgrano  Argentine

## Palmarès
- Vainqueur de la Coupe du monde 1986 avec l'Argentine
- Vainqueur de la Recopa Sudamericana en 1989 avec Boca Juniors
- Vainqueur de la Supercopa Sudamericana en 1989 avec Boca Juniors